# Búgvin
Búgvin är en ö i Färöarna (Kungariket Danmark).   Den ligger i sýslan Eysturoya sýsla, i den norra delen av landet, 40 km norr om huvudstaden Tórshavn.